# جيف بالدوين
جيف بالدوين (بالإنجليزية: Jeff Baldwin)‏ هو لاعب كرة قاعدة أمريكي، ولد في 5 سبتمبر 1965 في ميلفورد في الولايات المتحدة.

## وصلات خارجية
- جيف بالدوين على موقعبيزبول رفرنس.كوم (الدوري الرئيسي) (الإنجليزية)
- جيف بالدوين على موقع مشجعي الرسوم البيانية (الإنجليزية)